# قوس الكاروسيل
قوس الكاروسيل أو قوس النصر دو كاروسيل، هو أحد أقواس النصر في باريس، في قصر كاروسيل الذي شيد مكان قصر التوليري. بني بين عامي 1806 و 1808م. وصممه المهندسان الفرنسيان بيير فرانسوا فونتين وشارل بيرسييه. أقيم القوس تخليداً لانتصارات نابليون بونابرت التي تمت في عام 1805. يقع قوس الكاروسيل بالقرب من قوس النصر، لكن حجم قوس النصر ضعف قوس الكاروسيل. يبلغ ارتفاع المبنى 19 مترًا وعرضه 23 مترًا.

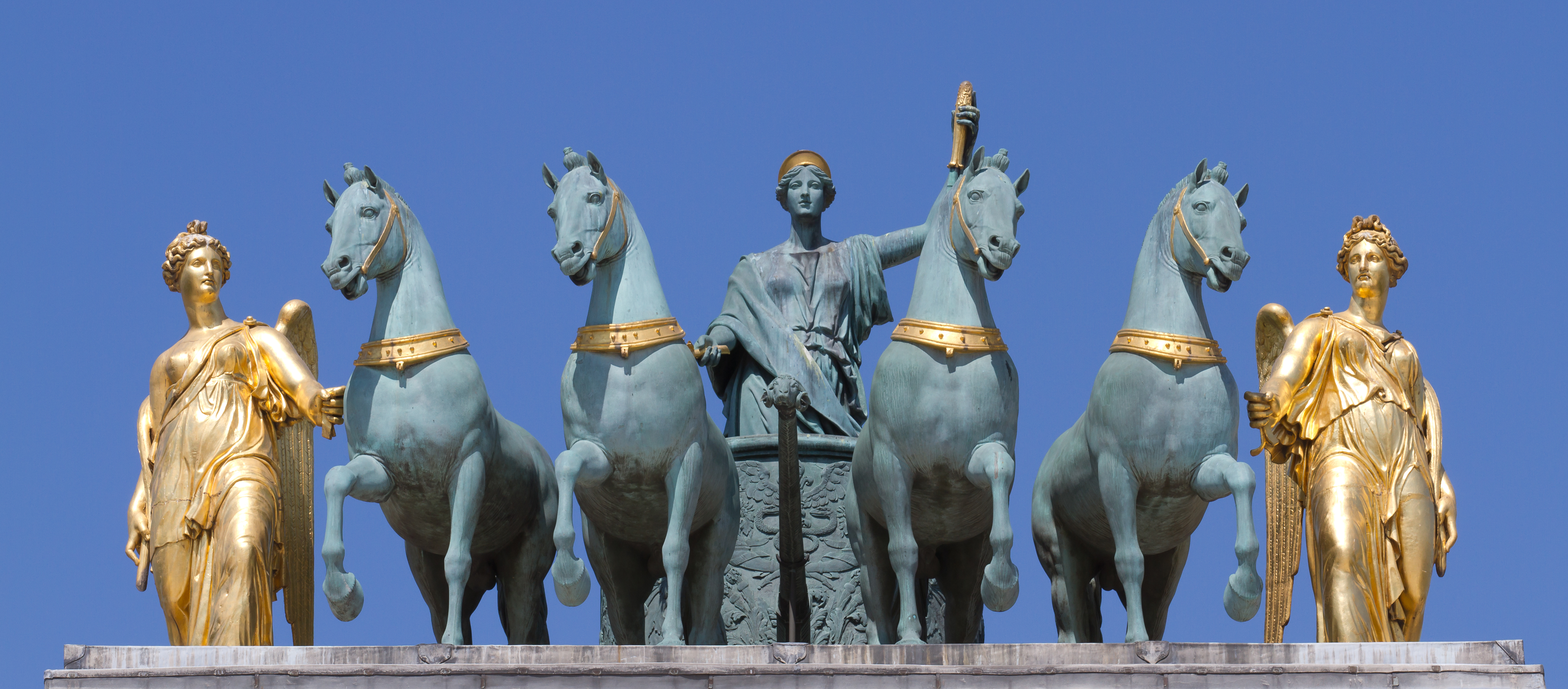
كوادريجا أعلى قوس النصر دي كاروسيل أو قوس الكاروسيل.

كوادريجا أعلى قوس النصر دي كاروسيل، وهي مركبات أو عربات تجرها أربعة خيول. وكانت الكوادريجا تستخدم في الألعاب الأولمبية قديماً. تعتبر الكوادريجا شعاراً للنصر والشهرة. وفي كثير من الأحيان كانت تصوّر امرأة منتصرة وهي تقودها. ووضعت إلى قوس الكاروسيل الجياد الأربعة المطلية بالذهب التي أمر نابليون بنقلها من أحد قصور سان ماركو في فينيسيا بإيطاليا، ولكنها أعيدت إلى إيطاليا في عام 1815م. واستبدلت الجياد الأصلية بنسخ الأصل منها وأضيفت إليها فيما بعد مركبة حربية ضخمة وتمثال يعبر عن السلام. التمثال من صنع المثال الفرنسي فرانسوا جوزيف بوثيو عام 1828.